# 더 콘 그리브
콘 크리브(Corn Crib)은 일리노이 주 노멀에 위치한 다목적 경기장이다. 경기장은 주로 야구에 사용되며 대학 여름 야구 팀인 노멀 콘 벨터즈의 홈구장이다. 7,000명을 수용할 수 있는 이 야구장은 2010년 5월에 개장하였고, 야구, 소프트볼, 축구 경기를 주최하는 하트랜드 커뮤니티 칼리지 캠퍼스에 있다.
2009년 10월 20일, 야구장의 이름이 콘 그리브로 공식적으로 발표되었다.